# Пертузио
Перту̀зио (на италиански: Pertusio; на пиемонтски: Prtus, Пъртуз) е село и община в Метрополен град Торино, регион Пиемонт, Северна Италия. Разположено е на 364 m надморска височина. Към 1 януари 2020 г. населението на общината е 746 души, от които 25 са чужди граждани.